# Las Novias del Gato
A Las Novias del Gato (spanyol nevének jelentése: a macska (kandúr) menyasszonyai) egy macskákat ábrázoló szoborsorozat a kolumbiai Cali városában. Eredetileg 2006-ban állítottak fel 15 különböző stílusú macskaszobrot, azóta újabbak és újabbak jelentek meg városszerte, 2017-re például már 26 darab volt belőlük.
Először 1996-ban állítottak fel egy önálló, kandúrt ábrázoló alkotást, az El Gato del Ríót, majd 2006-ban a Cali Kereskedelmi Kamara úgy döntött, a macska „magányát” megszüntetve 15 „menyasszonyt” helyeznek el a közelében, vagyis 15 nőstény macska szobrát. Az új alkotások mind más művész munkái, ezáltal a legkülönbözőbb stílusúak. Az ötletet Julián Domínguez, a kamara elnöke a TehénParádé alapján találta ki: néhány évvel korábban New Yorkban járva látta az utcán kiállított teheneket, és ez alapján gondolt arra, hogy otthon is megvalósíthatnának valami hasonlót macskákkal.

## A macskák listája
2017-ben az alábbi 26 macska tartozott a sorozatba (zárójelben az alkotó neve és az évszám):
1. Anabella, la gata súperestrella (Diego Pombo, 2006)
2. No hay gato (Wilson Díaz, 2006)
3. Yara, la diosa de las aguas (María Teresa Negreiros, 2006)
4. Ilustrada (Lucy Tejada Saenz, 2006)
5. Vellocino de Oro (José Horacio Martínez, 2006)
6. Sucia (Rosemberg Sandoval, 2006)
7. Gachuza (Ángela Villegas, 2006)
8. Ceremonial (Pedro Alcántara Herrán, 2006)
9. Entrañable (Ever Astudillo, 2006)
10. Bandida (Nadin Ospina, 2006)
11. Presa (Omar Rayo, 2006)
12. Gata en cintas (Cecilia Coronel, 2006)
13. Mac (Mario Gordillo, 2006)
14. Fogata (Roberto Molano González, 2006)
15. Siete Vidas (Melqui David Barrejo Mejía, 2006)
16. Coqueta (Mariapaz Jaramillo)
17. Cálida (Emilio Hernández Villegas és Alejandro Valencia Tejada, 2012)[4]
18. Kuriyaku, gata vigía del río (Carlos Jacanamijoy, 2013)[5]
19. Melosa (Pablo Guzmán, 2013)[6]
20. Frágil (Juan José Gracía Cano, 2014)[7]
21. Engállame la gata (Ana María Millán Stronbach, 2014)[7]
22. La Gata Dormida – Aquí y Allá (Adriana Arenas Ilian, 2014)[7]
23. Dulce (Fabio Melecio Palacio)
24. Decorativa (Lorena Espitia)
25. Constelada (Alejandro Valencia, 2015)[8]
26. Reinalda (Étienne Demange, 2016)[9]

## Képek

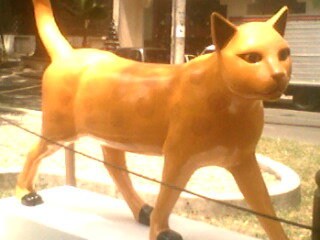
Coqueta
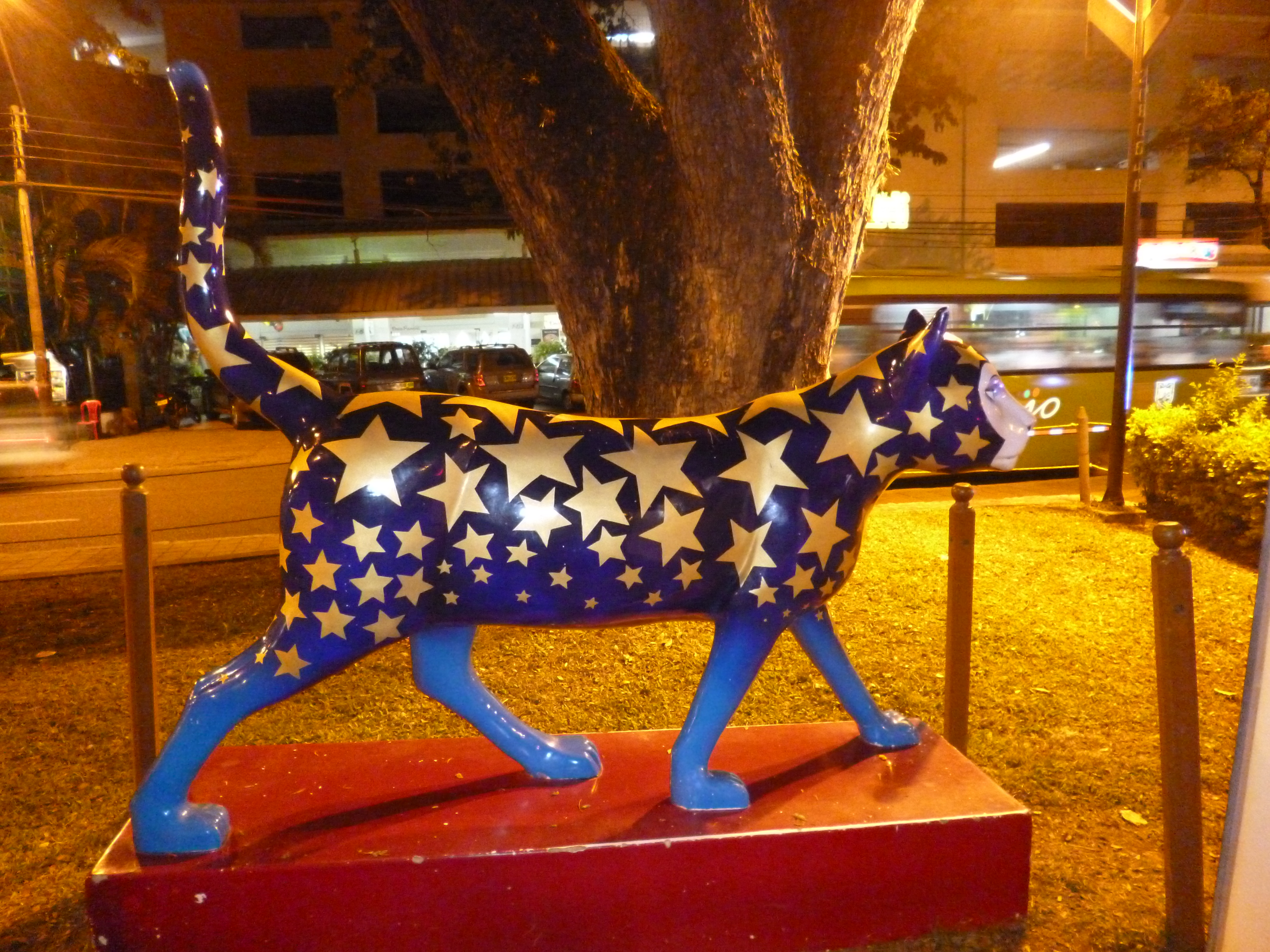
Anabella
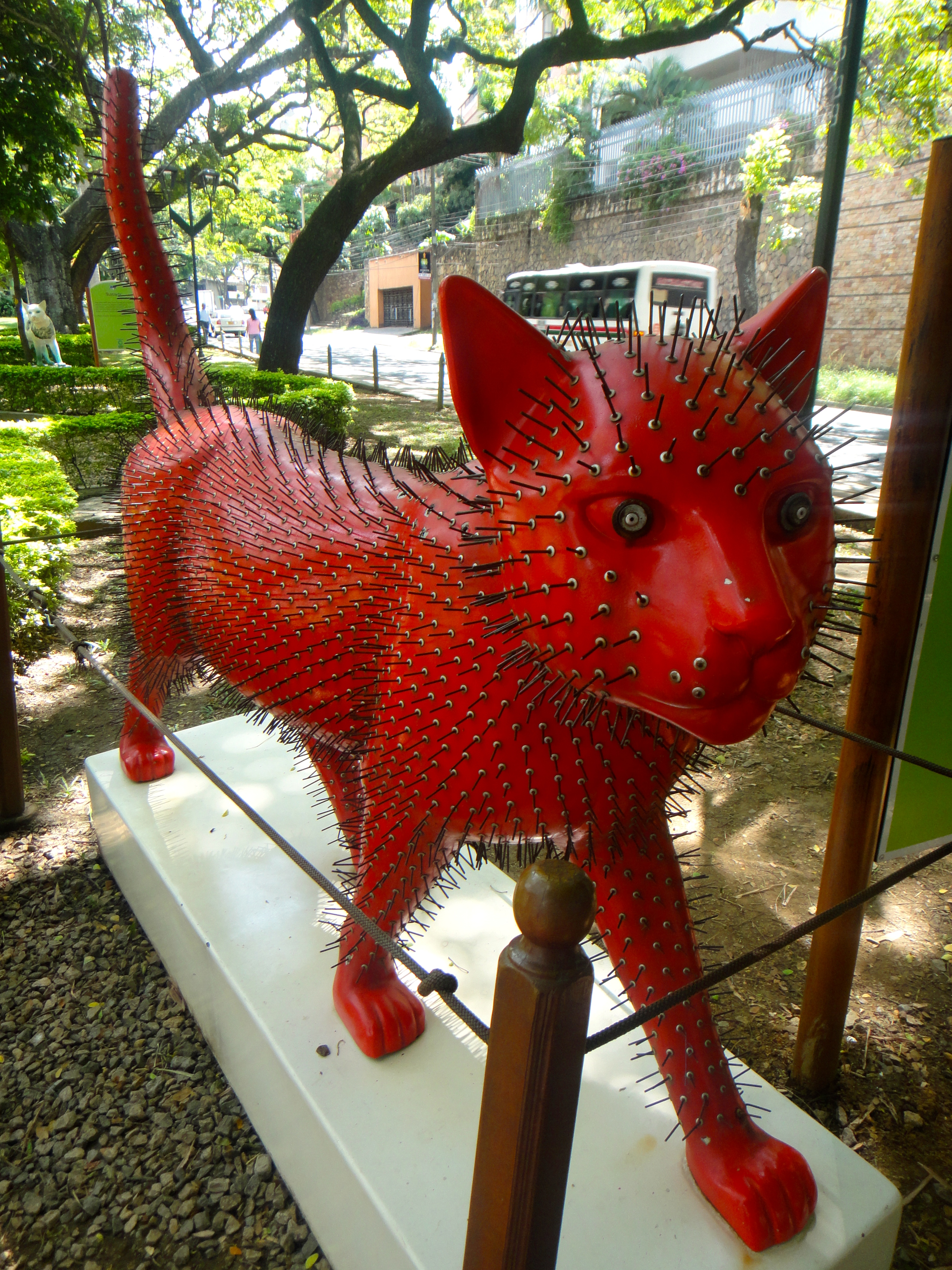
Gachuza
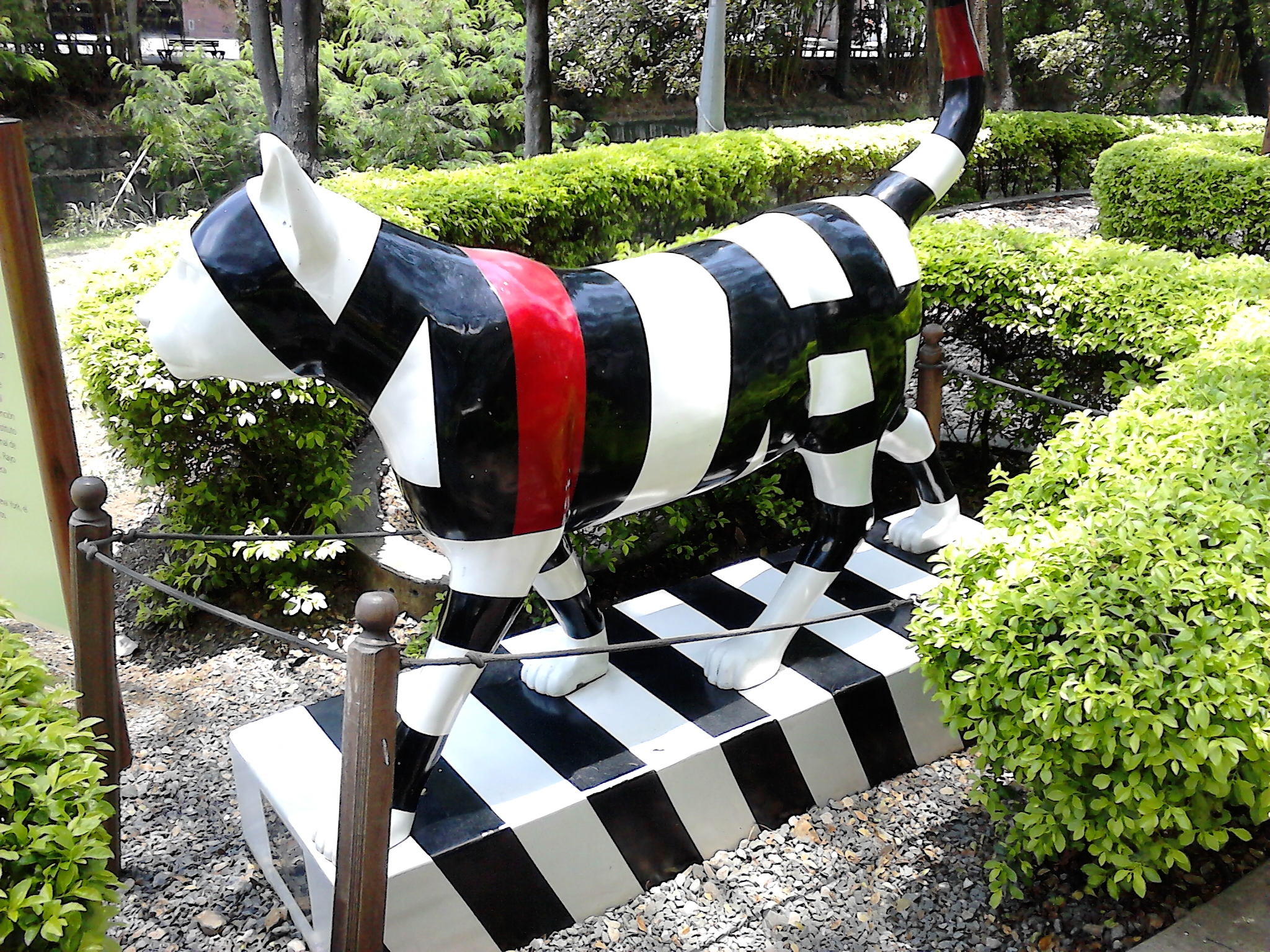
Presa
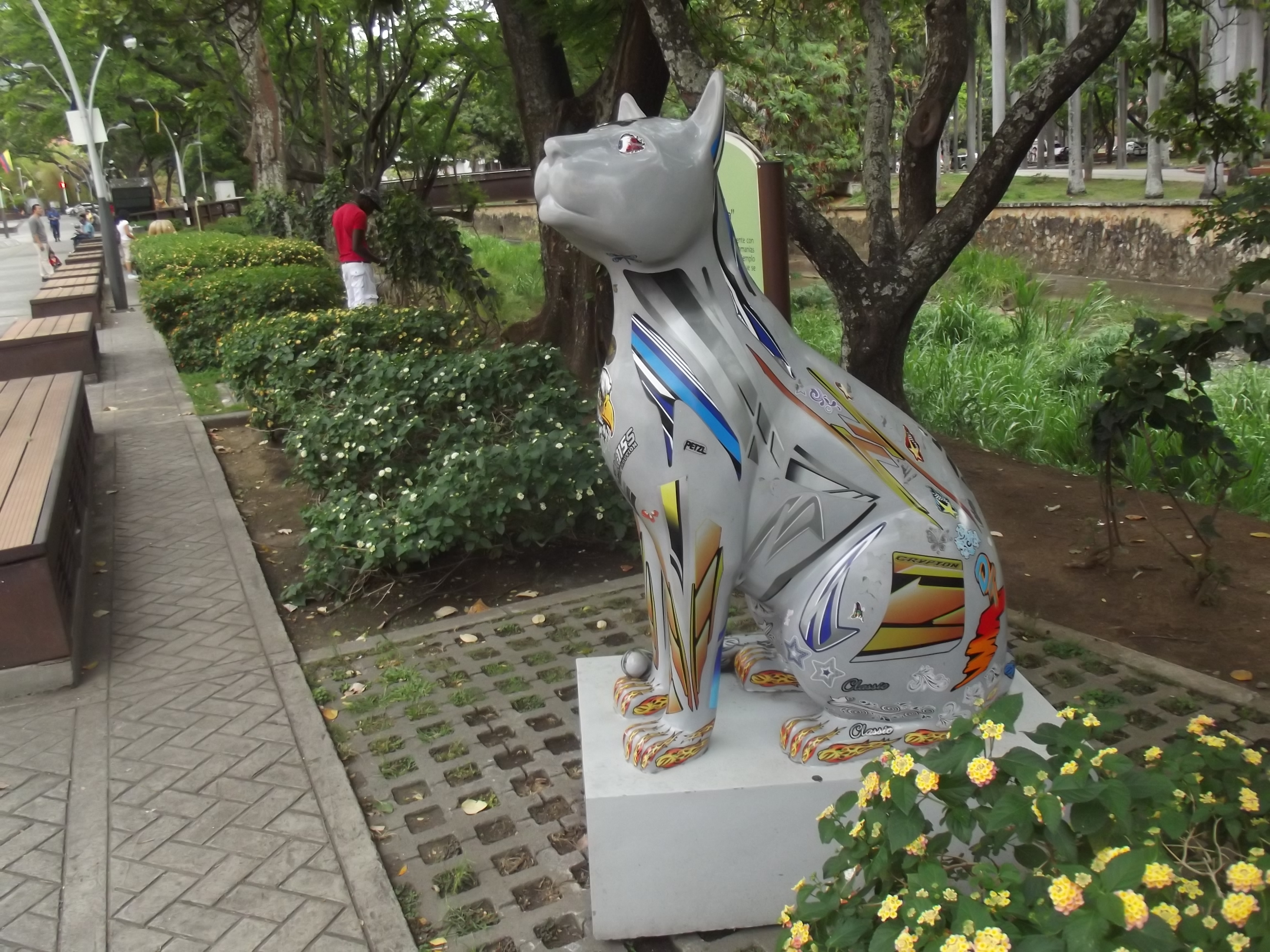
Engállame